# Polyidus van Thessalië
Polyidus van Thessalië (Oudgrieks: Πολύειδος ὁ Θεσσαλός / Polýeidos o Thessalós) was een oud-Grieks militair ingenieur uit de 4e eeuw v.Chr., afkomstig uit Thessalië. Zijn leerlingen waren Diades van Pella en Charias.
In 340 v.Chr. ontwierp hij een verbeterde stormram op wielen voor Philippus II van Macedonië bij diens belegering van Byzantium. Ook ontwierp hij een tunnelboormachine, de helepolis (een belegeringstoren) en een machine om manschappen op vijandige schepen en verdedigingsmuren te zetten, mogelijk een soort sambuca of tonnelon.